# Орден Карла Великого
Орден Карла Великого (кат. Orde de Carlemany) — государственная награда Андорры. Учреждён в декабре 2007 года с целью вручения лауреатам одноименной национальной премии в области литературы, искусства, науки и гуманитарной деятельности.

## Положение о награде
Хотя андоррская премия имени Карла Великого присуждается с 1993 года, 7 декабря 2007 года приказом министра образования и культуры Андорры были введены новые номинации (в областях литературы, искусства, науки и гуманитарной деятельности), а также орден Карла Великого, кавалерами которого с этого момента должны становиться лауреаты премии. Согласно статуту 2007 года, премия имени Карла Великого вручается отдельным лицам, коллективам, организациям и институтам за выдающуюся научную, техническую, творческую, общественную или гуманитарную работу международного значения. Решение о присвоении премии и сопутствующем ему награждении орденом Карла Великого принимает назначаемая правительством комиссия, составляемая по представлению возглавляющего её министра культуры. Номинировать кандидатов могут учреждения образования, культурные и исследовательские центры, действующие лауреаты премии, а также лица и организации, которым такое право делегировано министром культуры Андорры.
Вместе с денежным вознаграждением лауреатам премии имени Карла Великого вручается бронзовая статуэтка, изображающая этого монарха, на основании из андоррского гранита. На основании статуэтки гравируются имя лауреата, область, к которой относятся его заслуги, и год награждения. Лауреат также становится членом ордена Карла Великого. По положению от 7 декабря, учреждены четыре степени ордена:
- — цепь
- — Большой крест
- — крест
- — медаль

В случае, если орденом Карла Великого награждается учреждение, награда вручается в форме памятной доски.
Согласно положению от 7 декабря 2007 года, у ордена Карла Великого есть ординарный и почётный президент. Звание ординарного президента носит министр культуры Андорры, звание почётного президента — глава правительства.

## История награждений
Первым кавалером ордена Карла Великого стал в мае 2008 года испанский писатель, философ и экономист Хосе Луис Сампедро. Сампедро в течение двадцати лет был главной движущей силой проведения ежегодного августовского Летнего университета в Андорре.
Одновременно с Сампедро кавалером Большого креста ордена Карла Великого должен был стать архитектор Фрэнк Гери за свой проект Национального архива Андорры. Однако именно в момент присуждения награды отношения между Гери и правительством Андорры были напряжёнными, а проект Национального архива заморожен, и в итоге архитектор отказался от ордена. Таким образом, Хосе Луис Сампедро остался единственным кавалером ордена Карла Великого.